# 勒伊苏库西
勒伊苏库西（法語：Leuilly-sous-Coucy，法語發音：[lœji su kusi]）是法国上法蘭西大區埃纳省的一个市镇，属于拉昂区。

## 地理
勒伊苏库西（49°28'44"N, 3°21'30"E）面积12.69 平方千米，位于法国上法蘭西大區埃纳省，该省份为法国北部内陆省份，北起北部省，西接索姆省和瓦兹省，东临阿登省和马恩省，西南至塞纳-马恩省，东北部与比利时接壤。
与勒伊苏库西接壤的市镇（或旧市镇、城区）包括：克雷西欧蒙、瑞芒库尔、瑞维尼、朗德里库尔、泰尔尼-索尔尼、沃克萨永。

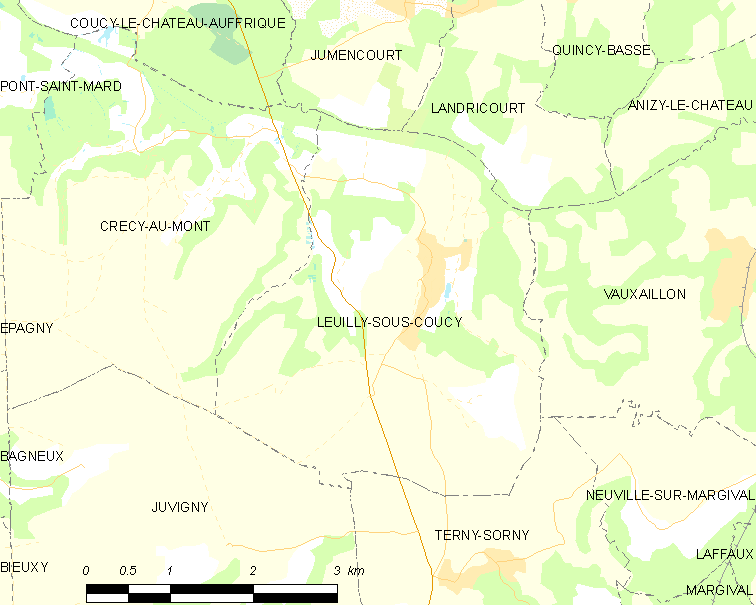
勒伊苏库西的OSM定位图

勒伊苏库西的时区为UTC+01:00、UTC+02:00（夏令时）。

## 行政
勒伊苏库西的邮政编码为02380，INSEE市镇编码为02423。

## 政治
勒伊苏库西所属的省级选区为埃纳河畔维克县。

## 人口

1962-2008年间勒伊苏库西人口变化图示

勒伊苏库西于2022年1月1日时的人口数量为445人。